# Bill Farrow
William M. Farrow, detto Bill (Chicago, 15 giugno 1918 – Chicago, 3 settembre 2003), è stato un cestista statunitense, professionista nella NBL.

## Carriera
Giocò per due stagioni nella NBL, disputando complessivamente 35 partite con 5,3 punti di media.